# Авраамидис, Памбос
Памбос Авраамидис (греч. Πάμπος Αβρααμίδης; 1 февраля 1914, Никосия — 22 мая 2005) — кипрский футболист, футбольный тренер и футбольный судья. Был главным тренером сборной Кипра.

## Биография

### Игровая карьера
Начинал играть в футбол во время учёбы в панкиприотской гимназии. Затем продолжал играть в английской школе в Никосии, где его заметил главный тренер клуба АПОЭЛ Йожеф Кюнстлер. Авраамидис присоединился к АПОЭЛу в 1932 году и выступал за команду вплоть до завершения карьеры в 1950. Вместе с командой 8 раз становился чемпионом Кипра и выиграл 3 национальных кубка.
Также участвовал в неофициальных матчах сборной Кипра по футболу.

### Тренерская карьера
Вскоре после завершения карьеры игрока в 1950 году, Авраамидис возглавил клуб ассоциации армянской молодежи АЙМА, в котором работал до 1953 года. В 1952 году, с разрешения руководства, он параллельно тренировал АПОЭЛ, заменяя уехавшего на лечение в Англию Йожефа Кюнстлера. В 1953 году возглавил «Омония» (Никосия). В дальнейшем также тренировал «Олимпиакос» (Никосия), «Анортосис», Неа Саламина и некоторые другие клубы. В 1967—1969 годах вернулся в АПОЭЛ.
Помимо работы в клубах, Авраамидис также был главным тренером сборной Кипра. Впервые был назначен на должность в 1968 году, сменив первого тренера сборной Аргириса Гаваласа. В своём первом матче у руля национальной команды одержал победу со счётом 2:1 над сборной Швейцарии в рамках отборочного турнира чемпионата Европы 1968. Всего провёл со сборной 8 матчей, но в оставшихся 7 матчах потерпел поражения. Ушёл из сборной после поражения от сборной ФРГ со счётом 0:12, которое до сих пор остаётся крупнейшим в истории сборной Кипра.
В 1972 году вернулся на пост главного тренера и провёл во главе сборной ещё 13 матчей в которых одержал две победы. 14 февраля 1973 года в рамках квалификации чемпионата мира 1974 со счётом 1:0 была обыграна сборная Северной Ирландии, что стало первой победой Кипра в отборочных турнирах чемпионатов мира. 5 ноября 1975 года Кипр с таким же счётом выиграл в товарищеской встрече со сборной Греции.

### Другое
Также Авраамидис был футбольным судьёй и спортивным журналистом.

## Личная жизнь
Его сын Мариос Авраамидис — известный спортивный журналист.